# Phyllopodopsyllus laticauda
Phyllopodopsyllus laticauda är en kräftdjursart som beskrevs av Por 1964. Phyllopodopsyllus laticauda ingår i släktet Phyllopodopsyllus och familjen Tetragonicipitidae. Inga underarter finns listade i Catalogue of Life.